# Atabey (Isparta)
Atabey ist ein Landkreis und eine Kreisstadt in der türkischen Provinz Isparta, etwa 22 Kilometer nordwestlich der gleichnamigen Provinzhauptstadt. Der frühere Name lautete Agros. Dieser Name ist griechischen Ursprungs und bedeutet „Felder“. Die erste bekannte schriftliche Erwähnung erfolgte im Jahre 869. Die im Stadtlogo manifestierte Jahreszahl (1910) dürfte ein Hinweis auf das Jahr der Erhebung zur Stadtgemeinde (Belediye) sein. 1926 erfolgte die Umbenennung in Atabey.
Der Landkreis wurde 1960 vom hauptstädtischen, zentralen Landkreis (Merkez İlçe) der Hauptstadt Isparta abgetrennt (Gesetz Nr. 7033). Bis dahin war er eine Nahiye dort und konnte zur Volkszählung 1955 auf 9199 Einwohner in neun Ortschaften (Mevkiler) verweisen, fünf Jahre später erbrachte der nächste Zensus nur noch 6502 Einwohner (davon 3554 in der Kreisstadt).
Der Kreis Atabey liegt im Zentrum der Provinz und grenzt an die Kreise Uluborlu und Senirkent im Norden, Eğirdir im Osten, den zentralen Landkreis (Merkez) im Süden und den Kreis Gönen im Westen. Der Kreis besteht neben der Kreisstadt aus fünf Dörfern (Köy) mit durchschnittlich 273 Bewohnern. İslamköy ist das größte Dorf (832 Einw.). Die Bevölkerungsdichte liegt knapp über der Hälfte des Provinzdurchschnitts (von 49,2 Einw. je km²).